# Židovský hřbitov v Úsově
Židovský hřbitov v Úsově se nachází na severním okraji města Úsov podél ulice 5. května se vstupem z ulice U Synagogy. Je chráněn jako kulturní památka České republiky.

## Historie a popis
Hřbitov byl založen a vybudován v letech 1643–1645 dosti neobvykle hned na kraji židovského ghetta. Roku 1820 byl ještě rozšířen o další, 25 m široký pozemek, kde se začalo pohřbívat od roku 1850. Tato část byla během druhé světové války zcela zdevastována, protože sloužila jako střelnice Hitlerjugend.
U vstupu v západní části areálu stojí novorománská obřadní síň s německým a hebrejským nápisem na jejím průčelí.
Nejstarší dochované náhrobky pocházejí ze 17. století, nicméně většina z celkových 862 macev v areálu se datuje až z 18. a 19. století. Velký počet náhrobků má bohatou barokní a klasicistní ornamentální výzdobu. Obřady zde probíhaly až do 30. let 20. století, kdy místní židovská obec prakticky zanikla.
V letech 1991–1993 byl hřbitov rekonstruován, od té doby je v péči FŽO.

## Starý hřbitov
Současný hřbitov není jediným původním židovským pohřebištěm v Úsově. Ve městě údajně existoval starý hřbitov již v 15. století, nicméně byl nejspíše zdevastován Švédy během třicetileté války a později zanikl. Ze starého hřbitova pochází náhrobek rabína Don Zapataire de Avalos – Kalonymos Ha-Kohen z roku 1480, který byl na nový hřbitov převezen.

## Galerie

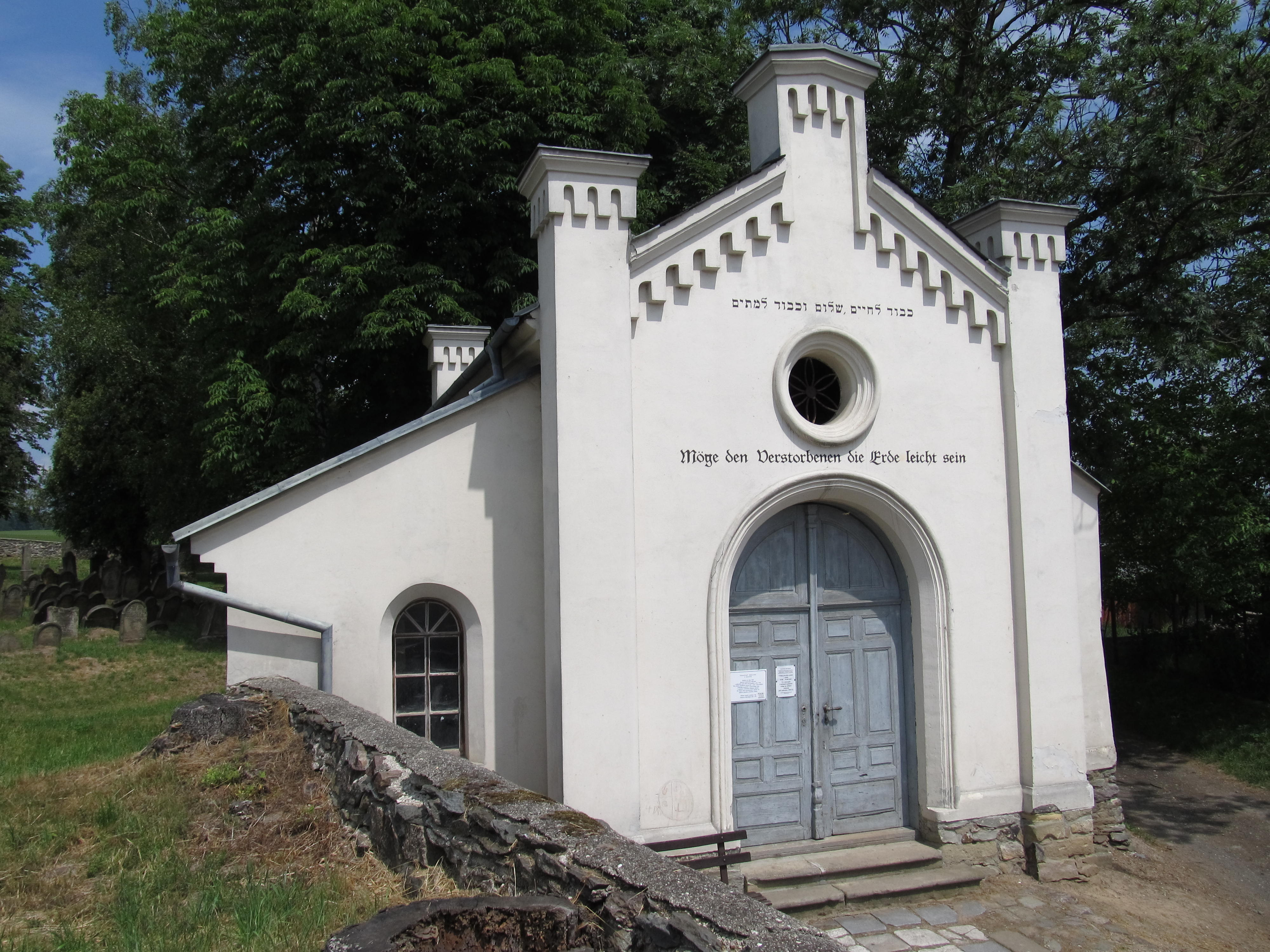
Obřadní síň u vstupu na hřbitov
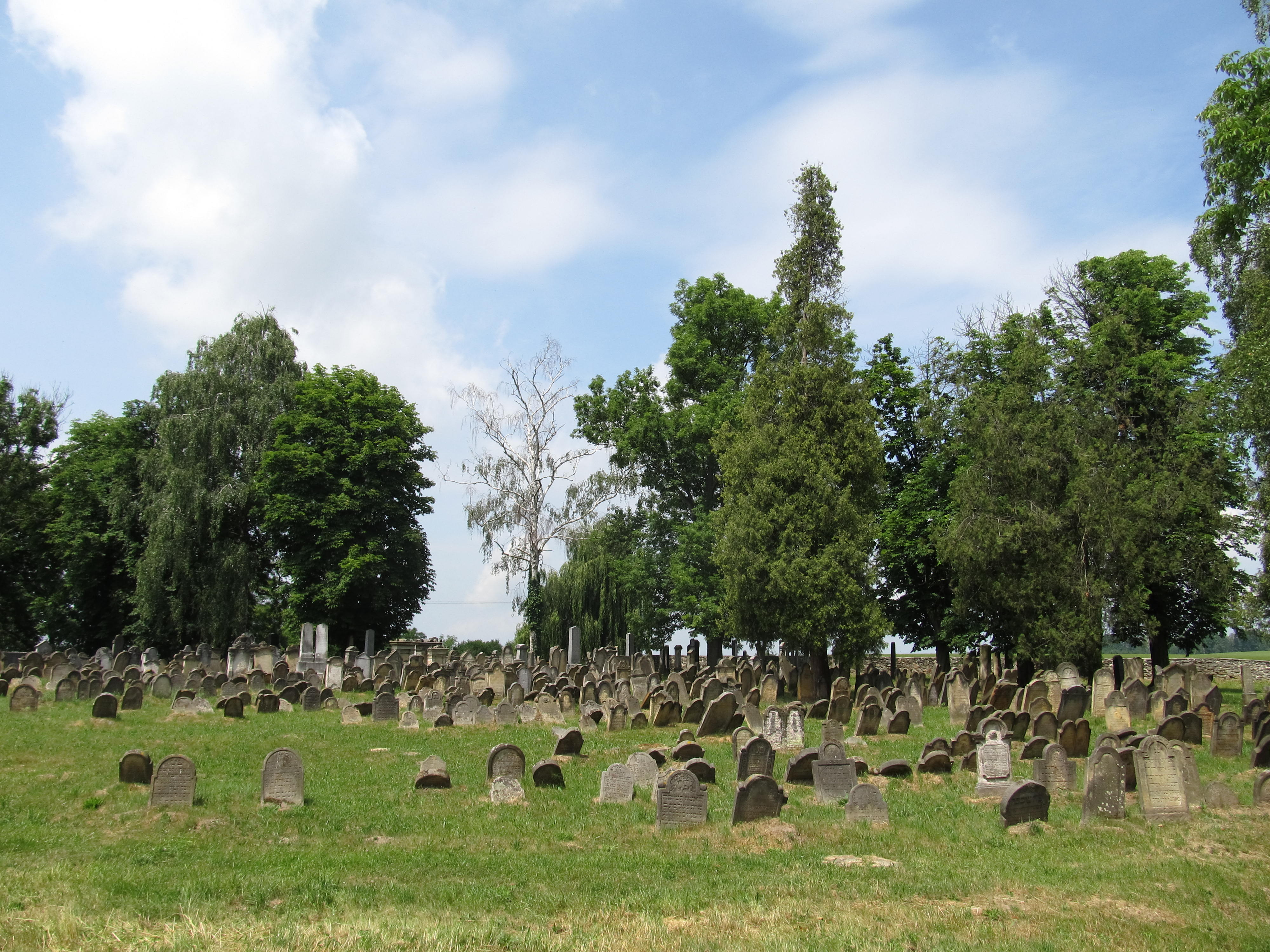
Celkový pohled na hřbitov od obřadní síně
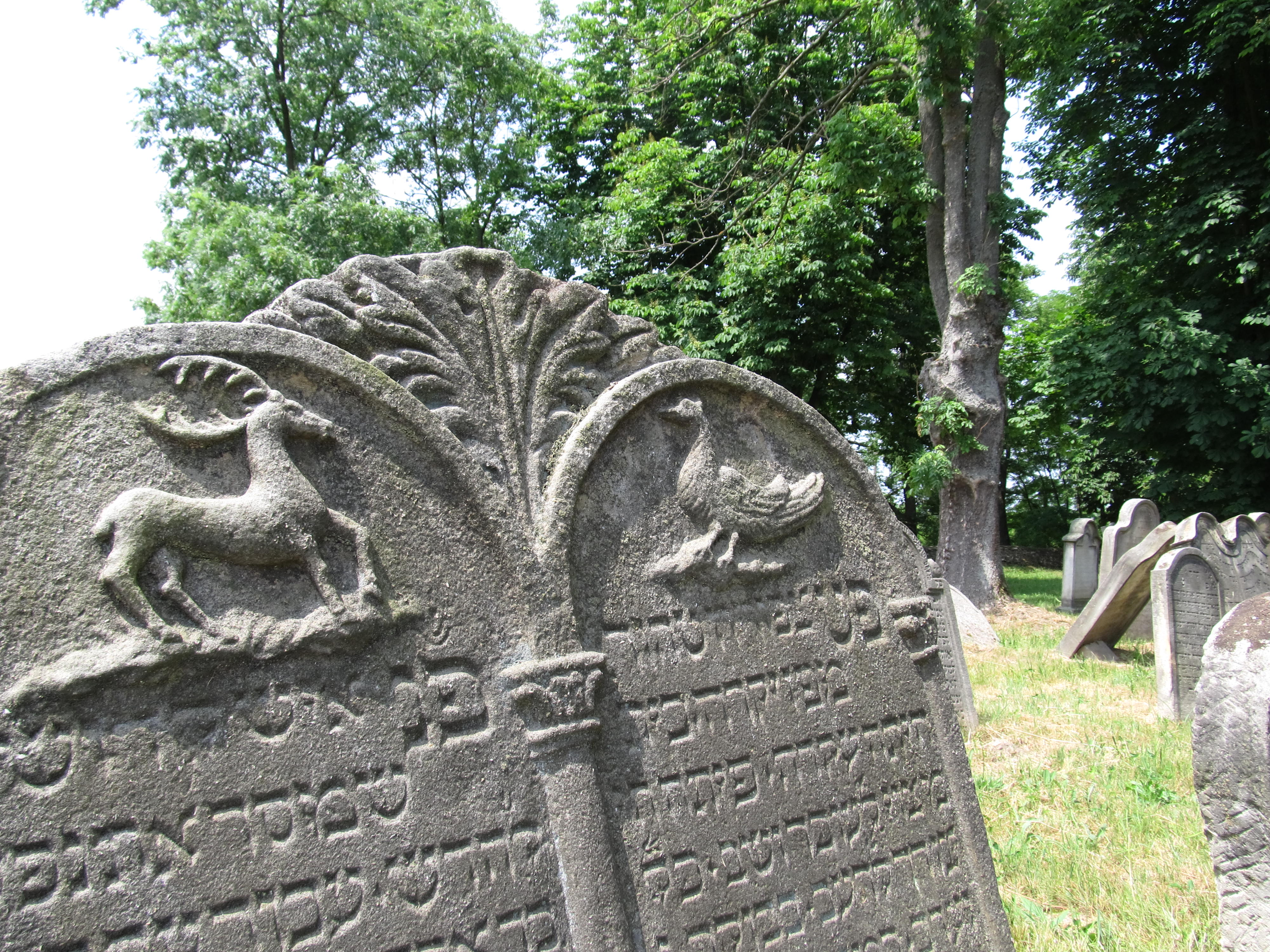
Dekorace na náhrobcích
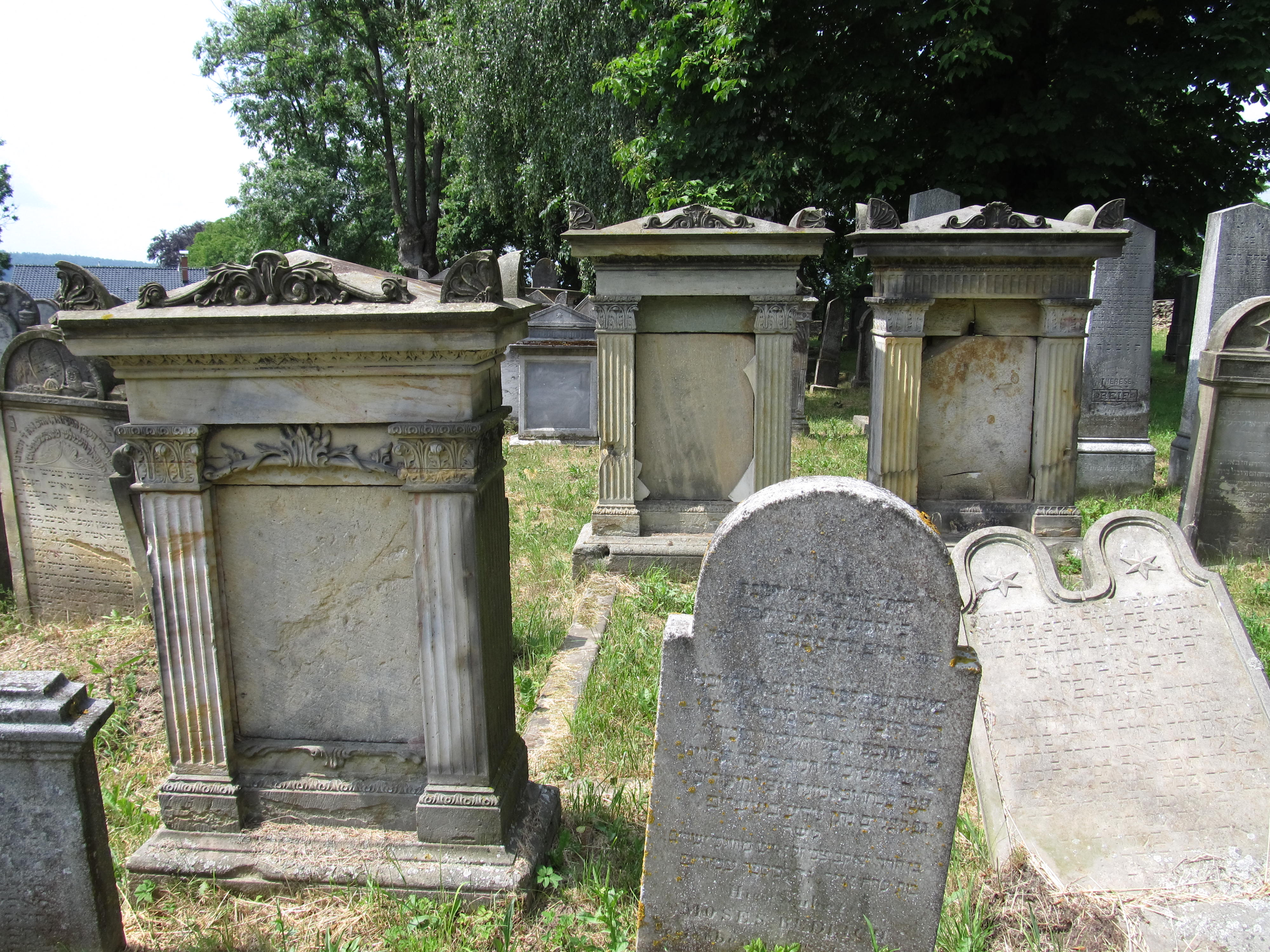
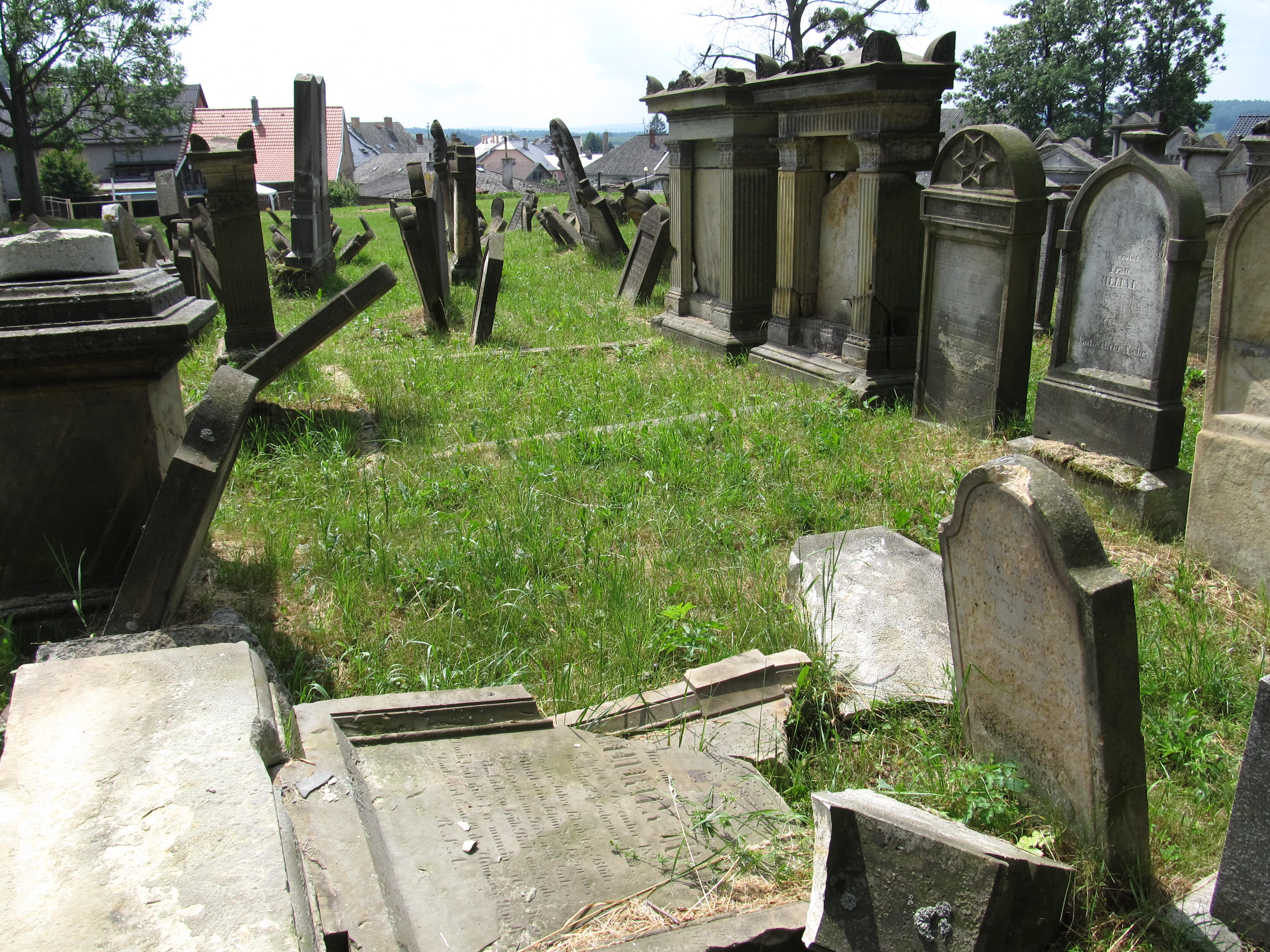